# Psychotria shaferi
Psychotria shaferi är en måreväxtart som beskrevs av Ignatz Urban. Psychotria shaferi ingår i släktet Psychotria och familjen måreväxter. Inga underarter finns listade i Catalogue of Life.